# Campionato mondiale di hockey su ghiaccio femminile 2012
Il 14º Campionato mondiale di hockey su ghiaccio femminile è stato assegnato dall'International Ice Hockey Federation agli Stati Uniti, che lo hanno ospitato a Burlington, dal 7 al 14 aprile 2012. Questa è la terza volta che il paese nordamericano ha ospitato il Gruppo A femminile dopo le edizioni del 1990 e del 2001. Gli Stati Uniti sono la squadra campione in carica. Nella finale il Canada ha sconfitto le campionesse in carica degli Stati Uniti per 5-4 ai supplementari e si sono aggiudicati il decimo titolo mondiale a cinque anni di distanza dall'ultimo. Il torneo era valido come qualificazione ai Giochi invernali di Soči del 2014.

## Campionato di gruppo A

### Partecipanti
Al torneo prendono parte 8 squadre:
| 6 dall'Europa     | Finlandia | Germania    |
| 6 dall'Europa     | Russia    | Slovacchia  |
| 6 dall'Europa     | Svezia    | Svizzera    |
| 2 dal Nordamerica | Canada    | Stati Uniti |

### Gironi preliminari
Le otto squadre sono state divise in due gruppi di 4, in base al proprio ranking. Le squadre del girone A sono qualificate automaticamente ai turni successivi: le prime due classificate accedono direttamente alle semifinali, mentre le altre due giocheranno i quarti di finale insieme alle prime due classificate del girone B. Le ultime due classificate del girone B si affronteranno invece in uno spareggio al meglio delle tre partite per determinare la squadra retrocessa in Prima Divisione.

#### Girone A
| Burlington 7 aprile 2012, ore 15:00 UTC-4 | Finlandia | 5 – 4 (0-2; 2-0; 3-2) referto | Russia | Gutterson Fieldhouse (1.494 spett.) |

| Burlington 7 aprile 2012, ore 19:00 UTC-4 | Stati Uniti | 9 – 2 (5-0; 1-2: 3-0) referto | Canada | Gutterson Fieldhouse (3.970 spett.) |

| Burlington 8 aprile 2012, ore 15:00 UTC-4 | Canada | 3 – 2 (1-0; 1-1; 1-1) referto | Finlandia | Gutterson Fieldhouse (1.499 spett.) |

| Burlington 8 aprile 2012, ore 19:00 UTC-4 | Stati Uniti | 9 – 0 (2-0; 2-0; 5-0) referto | Russia | Gutterson Fieldhouse (2.242 spett.) |

| Burlington 10 aprile 2012, ore 15:00 UTC-4 | Canada | 14 – 1 (6-0; 5-0; 3-1) referto | Russia | Gutterson Fieldhouse (643 spett.) |

| Burlington 10 aprile 2012, ore 19:00 UTC-4 | Finlandia | 0 – 11 (0-2; 0-6; 0-3) referto | Stati Uniti | Gutterson Fieldhouse (2.356 spett.) |

| Pos. |             | PG | V | VOT | POT | P | GF | GS | DR  | Pt | Accede a         |
| 1.   | Stati Uniti | 3  | 3 | 0   | 0   | 0 | 29 | 2  | +27 | 9  | Semifinali       |
| 2.   | Canada      | 3  | 2 | 0   | 0   | 1 | 19 | 12 | +17 | 6  | Semifinali       |
| 3.   | Finlandia   | 3  | 1 | 0   | 0   | 2 | 7  | 18 | -11 | 3  | Quarti di finale |
| 4.   | Russia      | 3  | 0 | 0   | 0   | 3 | 5  | 28 | -23 | 0  | Quarti di finale |

#### Girone B
| Burlington 7 aprile 2012, ore 13:00 UTC-4 | Slovacchia | 1 – 5 (0-1; 1-1; 0-3) referto | Svezia | Cairns Arena (243 spett.) |

| Burlington 7 aprile 2012, ore 17:00 UTC-4 | Svizzera | 2 – 3 (1-1; 1-2; 0-0) referto | Germania | Cairns Arena (277 spett.) |

| Burlington 8 aprile 2012, ore 13:00 UTC-4 | Svezia | 2 – 1 (d.t.s.) (0-0; 0-0; 1-1) referto | Germania | Cairns Arena (342 spett.) |

| Burlington 8 aprile 2012, ore 17:00 UTC-4 | Svizzera | 2 – 1 (1-0; 0-1; 1-0) referto | Slovacchia | Cairns Arena (200 spett.) |

| Burlington 10 aprile 2012, ore 13:00 UTC-4 | Svezia | 2 – 3 (1-1; 0-0; 1-2) referto | Svizzera | Cairns Arena (325 spett.) |

| Burlington 10 aprile 2012, ore 17:00 UTC-4 | Germania | 2 – 4 (0-1; 1-2; 1-1) referto | Slovacchia | Cairns Arena (237 spett.) |

| Pos. |            | PG | V | VOT | POT | P | GF | GS | DR | Pt | Accede a         |
| 1.   | Svizzera   | 3  | 2 | 0   | 0   | 1 | 7  | 6  | +1 | 6  | Quarti di finale |
| 2.   | Svezia     | 3  | 1 | 1   | 0   | 1 | 9  | 5  | +4 | 5  | Quarti di finale |
| 3.   | Germania   | 3  | 1 | 0   | 1   | 1 | 6  | 8  | -2 | 4  | Spareggio        |
| 4.   | Slovacchia | 3  | 1 | 0   | 0   | 2 | 6  | 9  | -3 | 3  | Spareggio        |

### Spareggio per non retrocedere
Le ultime due classificate del girone B si sono sfidate al meglio delle tre gare. La Slovacchia, perdente dello spareggio, è stata retrocessa in Prima Divisione.
| Burlington 11 aprile 2012, ore 17:00 UTC-4 | Germania | 2 – 1 (d.t.s.) (0-1; 1-1; 1-1; 1-1) referto | Slovacchia | Cairns Arena (174 spett.) |

| Burlington 13 aprile 2012, ore 13:00 UTC-4 | Slovacchia | 1 – 3 (0-1; 0-1; 1-1) referto | Germania | Cairns Arena (187 spett.) |

### Fase a eliminazione diretta
|  | Quarti di finale | Quarti di finale | Quarti di finale |  |  | Semifinali | Semifinali  | Semifinali |  |  | Finali          | Finali          | Finali          |
|  |                  |                  |                  |  |  |            |             |            |  |  |                 |                 |                 |
|  |                  |                  |                  |  |  | A1         | Stati Uniti | 10         |  |  |                 |                 |                 |
|  | A4               | Russia           | 2                |  |  | B1         | Svizzera    | 0          |  |  |                 |                 |                 |
|  | B1               | Svizzera         | 5                |  |  |            |             |            |  |  | A1              | Stati Uniti     | 4               |
|  |                  |                  |                  |  |  |            |             |            |  |  | A2              | Canada          | 5               |
|  |                  |                  |                  |  |  | A2         | Canada      | 5          |  |  |                 |                 |                 |
|  | A3               | Finlandia        | 2                |  |  | A3         | Finlandia   | 1          |  |  | Finale 3° posto | Finale 3° posto | Finale 3° posto |
|  | B2               | Svezia           | 1                |  |  |            |             |            |  |  | B1              | Svizzera        | 6               |
|  |                  |                  |                  |  |  |            |             |            |  |  | A3              | Finlandia       | 2               |

#### Quarti di finale
| Burlington 11 aprile 2012, ore 15:00 UTC-4 | Russia | 2 – 5 (1-2; 1-3; 0-0) referto | Svizzera | Gutterson Fieldhouse (1.340 spett.) |

| Burlington 11 aprile 2012, ore 19:00 UTC-4 | Finlandia | 2 – 1 (2-0; 0-0; 0-1) referto | Svezia | Gutterson Fieldhouse (1.633 spett.) |

#### Semifinali
| Burlington 13 aprile 2012, ore 15:00 UTC-4 | Canada | 5 – 1 (2-0; 1-1; 2-0) referto | Finlandia | Gutterson Fieldhouse (1.750 spett.) |

| Burlington 13 aprile 2012, ore 19:00 UTC-4 | Stati Uniti | 10 – 0 (3-0; 3-0; 4-0) referto | Svizzera | Gutterson Fieldhouse (2.211 spett.) |

#### Finale per il 5º posto
| Burlington 13 aprile 2012, ore 17:00 UTC-4 | Russia | 1 – 2 (d.t.s.) (0-1; 0-0; 1-0) referto | Svezia | Cairns Arena (261 spett.) |

#### Finale per il 3º posto
| Burlington 14 aprile 2012, ore 15:00 UTC-4 | Svizzera | 6 – 2 (2-2; 1-0; 3-0) referto | Finlandia | Gutterson Fieldhouse (2.400 spett.) |

#### Finale
| Burlington 14 aprile 2012, ore 19:00 UTC-4 | Stati Uniti | 4 – 5 (d.t.s.) (1-1; 2-2; 1-1) referto | Canada | Gutterson Fieldhouse (4.007 spett.) |

### Classifica marcatori
| Giocatore               | PG | G | A | Pt | +/- | MP |
| ----------------------- | -- | - | - | -- | --- | -- |
| Monique Lamoureux-Kolls | 5  | 7 | 7 | 14 | +9  | 6  |
| Kelli Stack             | 5  | 5 | 8 | 13 | +6  | 2  |
| Brianna Decker          | 5  | 4 | 6 | 10 | +13 | 6  |
| Amanda Kessel           | 5  | 3 | 7 | 10 | +9  | 0  |
| Hayley Wickenheiser     | 5  | 3 | 7 | 10 | +4  | 4  |
| Kendall Coyne           | 5  | 4 | 5 | 9  | +10 | 0  |
| Jocelyne Lamoureux      | 5  | 4 | 5 | 9  | +7  | 8  |
| Caroline Ouellette      | 5  | 4 | 5 | 9  | +6  | 6  |
| Jayna Hefford           | 5  | 3 | 6 | 9  | +7  | 4  |
| Gigi Marvin             | 5  | 3 | 6 | 9  | +4  | 2  |

### Classifica portieri
| Giocatrice         | Min    | TC  | GS | SO | MGS  | Sv%   |
| ------------------ | ------ | --- | -- | -- | ---- | ----- |
| Sara Grahn         | 120:01 | 54  | 3  | 0  | 1.50 | 94.44 |
| Florence Schelling | 228:23 | 183 | 14 | 0  | 3.68 | 92.35 |
| Zuzana Tomčíková   | 304:43 | 177 | 14 | 0  | 2.76 | 92.09 |
| Kim Martin         | 179:48 | 60  | 5  | 0  | 1.67 | 91.67 |
| Viona Harrer       | 185:00 | 82  | 7  | 0  | 2.27 | 91.46 |

### Classifica finale
| Pos | Squadra     |
| --- | ----------- |
| 1   | Canada      |
| 2   | Stati Uniti |
| 3   | Svizzera    |
| 4   | Finlandia   |
| 5   | Svezia      |
| 6   | Russia      |
| 7   | Germania    |
| 8   | Slovacchia  |

| Promossa nel Gruppo A:                    | Rep. Ceca  |
| Retrocessa in Prima Divisione - Gruppo A: | Slovacchia |

#### Riconoscimenti
Riconoscimenti individuali
| Premio             | Giocatrice         |
| ------------------ | ------------------ |
| Miglior portiere   | Florence Schelling |
| Miglior difensore  | Jenni Hiirikoski   |
| Miglior attaccante | Kelli Stack        |

All-Star Team

| Attacco:  | Monique Lamoureux-Kolls – Kelli Stack – Hayley Wickenheiser |
| Difesa:   | Gigi Marvin – Laura Fortino                                 |
| Portiere: | Florence Schelling                                          |

## Prima Divisione
Il Campionato di Prima Divisione si è svolto in due gironi all'italiana. Il Gruppo A si è giocato a Ventspils, in Lettonia, dal 25 al 31 marzo 2012. Il Gruppo B si disputerà a Hull, in Gran Bretagna, dal 9 al 15 aprile 2012.

### Gruppo A
| Pos. |            | PG | V | VOT | POT | P | GF | GS | DR  | Pt |
| 1.   | Rep. Ceca  | 5  | 4 | 0   | 0   | 1 | 19 | 8  | +11 | 12 |
| 2.   | Norvegia   | 5  | 3 | 1   | 0   | 1 | 20 | 7  | +13 | 11 |
| 3.   | Giappone   | 5  | 3 | 0   | 0   | 2 | 15 | 10 | +5  | 9  |
| 4.   | Austria    | 5  | 2 | 0   | 0   | 3 | 16 | 18 | -2  | 6  |
| 5.   | Lettonia   | 5  | 1 | 1   | 0   | 3 | 5  | 20 | -15 | 5  |
| 6.   | Kazakistan | 5  | 0 | 0   | 2   | 3 | 7  | 19 | -12 | 2  |

| Promossa nel Gruppo A:                    | Rep. Ceca  |
| Retrocessa in Prima Divisione - Gruppo B: | Kazakistan |

### Gruppo B
| Pos. |             | PG | V | VOT | POT | P | GF | GS | DR  | Pt |
| 1.   | Danimarca   | 5  | 4 | 0   | 0   | 1 | 31 | 6  | +25 | 12 |
| 2.   | Cina        | 5  | 4 | 0   | 0   | 1 | 21 | 8  | +13 | 12 |
| 3.   | Francia     | 5  | 4 | 0   | 0   | 1 | 22 | 9  | +13 | 12 |
| 4.   | Paesi Bassi | 5  | 1 | 0   | 0   | 4 | 11 | 19 | -8  | 3  |
| 5.   | Regno Unito | 5  | 1 | 0   | 0   | 4 | 7  | 34 | -27 | 3  |
| 6.   | Italia      | 5  | 1 | 0   | 0   | 4 | 5  | 20 | -15 | 3  |

| Promossa in Prima Divisione - Gruppo A:     | Danimarca |
| Retrocessa in Seconda Divisione - Gruppo A: | Italia    |

## Seconda Divisione
Il Campionato di Seconda Divisione si è svolto in due gironi all'italiana. Il Gruppo A si è giocato a Maribor, in Slovenia, dal 25 al 31 marzo 2012. Il Gruppo B si è giocato a Seul, in Corea del Sud, dal 10 al 16 marzo 2012.

### Gruppo A
| Pos. |                | PG | V | VOT | POT | P | GF | GS | DR  | Pt |
| 1.   | Corea del Nord | 5  | 5 | 0   | 0   | 0 | 33 | 7  | +26 | 15 |
| 2.   | Ungheria       | 5  | 4 | 0   | 0   | 1 | 26 | 6  | +20 | 12 |
| 3.   | Australia      | 5  | 3 | 0   | 0   | 2 | 11 | 12 | -1  | 9  |
| 4.   | Nuova Zelanda  | 5  | 2 | 0   | 0   | 3 | 12 | 23 | -11 | 6  |
| 5.   | Slovenia       | 5  | 0 | 1   | 0   | 4 | 7  | 18 | -11 | 2  |
| 6.   | Croazia        | 5  | 0 | 0   | 1   | 4 | 4  | 27 | -23 | 1  |

| Promossa in Prima Divisione - Gruppo B:     | Corea del Nord |
| Retrocessa in Seconda Divisione - Gruppo B: | Croazia        |

### Gruppo B
| Pos. |               | PG | V | VOT | POT | P | GF | GS | DR  | Pt |
| 1.   | Polonia       | 5  | 4 | 1   | 0   | 0 | 38 | 6  | +22 | 14 |
| 2.   | Spagna        | 5  | 4 | 0   | 0   | 1 | 22 | 5  | +17 | 12 |
| 3.   | Corea del Sud | 5  | 2 | 1   | 1   | 1 | 16 | 8  | +8  | 9  |
| 4.   | Islanda       | 5  | 2 | 0   | 1   | 2 | 11 | 15 | -4  | 7  |
| 5.   | Belgio        | 5  | 1 | 0   | 0   | 4 | 7  | 12 | -5  | 3  |
| 6.   | Sudafrica     | 5  | 0 | 0   | 0   | 5 | 4  | 52 | -48 | 0  |

| Promossa in Seconda Divisione - Gruppo B: | Polonia |